# Bajan-Ölgij tartomány
Bajan-Ölgij tartomány (mongolul: Баян-Өлгий аймаг) Mongólia huszonegy tartományának (ajmag) egyike. Az ország nyugati felén terül el, székhelye Ölgij. 
A tartomány lakosságának több mint 90%-a kazak.

## Földrajz
Északkeleten Uvsz-, keleten és délkeleten Hovd tartománnyal, valamint északon az oroszországi Tuvával és nyugaton Kína Hszincsiang-Ujgur Autonóm Területével határos.
Ez Mongólia legnyugatibb tartománya. Egész területe hegyvidék, a Mongol-Altaj magasan fekvő, északnyugati része. Nyugati peremén, három ország határának találkozásánál van Mongólia legmagasabb pontja, a Hujtun-csúcs (vagy Hüjten-csúcs, mongol nyelven: Хүйтэн оргил, 4374 m), a Tavan Bogd (Таван Богд) masszívum öt legmagasabb csúcsának egyike. További legmagasabb hegyek a tartomány területén: Caszt (Цаст уул, 4208 m), Cambagarav (Цамбагарав уул, 4163 m), Turgen (Тургэн уул, 4029 m), Cengelhajrhan (3943 m).
A tartomány határvonala a Mongol-Altaj gerincén fut, mely elválasztja az Irtis Kínához tartozó vízgyűjtő területét (nyugaton) a keleti oldalon eredő Hovd vízgyűjtőjétől.
- A Hovd az egész Mongol-Altaj legnagyobb folyója. A tartomány északi felének magas hegyei között folyik, majd lejjebb egy hosszabb szakaszán az Uvsz tartománnyal közös határon. Jelentősebb mellékfolyói a hegyekben: jobbról a Szagszaj (130 km), balról a Cagán gol (115 km) és a Szogó (150 km). Legnagyobb mellékfolyója, a Bujant (Буянт, 218 km) csak a torkolatnál (Hovd tartományban) ömlik a Hovdba.
- Az Uvsz tartománnyal közös határon folyik a Böh-Mörön is (Бөхмөрөн гол), mely a szintén a határon elterülő Acsit-tóba ömlik.
- A tartomány déli területeinek vizét a Bulgan (Булган гол) gyűjti össze; a hegyek közül kiérve nyugatra fordul és kínai területen Urungu (vagy Öröngö) néven folyik tovább. Mongóliai szakaszának hossza 288 km, teljes hossza 725 km.

A Hovd vízgyűjtő területén sokfelé láthatók ősi sziklarajzok, közülük a legrégebbieket 2011-ben felvették az UNESCO világörökségi listájára.

## Járások

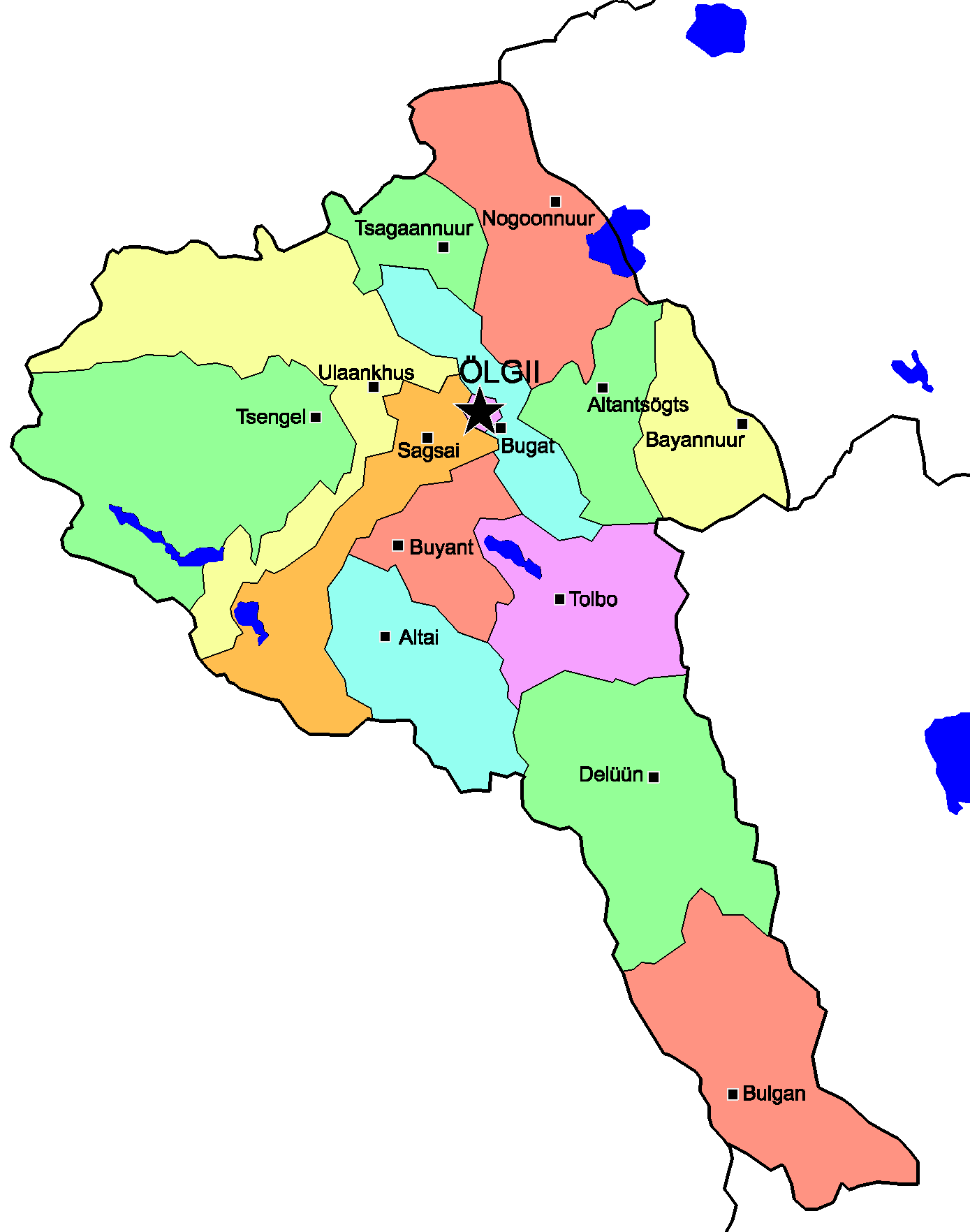
A tartomány járásai

- Altaj járás (Алтай сум)
- Altancögc járás (Алтанцөгц сум)
- Bajannúr járás (Баяннуур сум)
- Bugat járás (Бугат сум)
- Bulgan járás (Булган сум)
- Bujant járás (Буянт сум)
- Delűn járás (Дэлүүн сум)
- Nogónnúr járás (Ногооннуур сум)
- Szagszaj járás (Сагсай сум)
- Cagánnúr járás (Цагааннуур сум)
- Tolbo járás (Толбо сум)
- Ulánhusz járás (Улаанхус сум)
- Cengel járás (Цэнгэл сум)